# Жебриянская бухта
Жебриянская бухта — залив Чёрного моря, расположенный в северной части Килийской дельты Дуная юго-восточнее села Приморское на территории Измаильского района Одесской области Украины.
Песчаные побережья бухты используются для рекреации. Является частью зоны антропогенных ландшафтов Дунайского биосферного заповедника, созданный в 1998 году. В южной части бухты расположен Усть-Дунайский морской торговый порт, основанный в 1970-х годах.

## География
На первых этапах формирования Килийской дельты Жебриянской бухты не было, об этом свидетельствуют данные топографических съемок 1856 и 1871 годов. В начале 1880-х годов начали формироваться контуры бухты, после увеличения стока Очаковского гирла. По состоянию на 2000-е года сток Дуная в бухту осуществлялся через Белгородское и Северное гирло, преимущественно в период половодья.
В бухте расположены такие острова: Северный, Шабаш, Белгородский.
Для обеспечения прохода лихтеров (вид баржи) с Чёрного моря на Дунай Жебриянская бухта была соединена в 1979 году каналом с гирлом Прорва длиной 1,5 км (ширина суднового хода 45 м, глубина до 3,5 м).